# La minaccia (romanzo)
La minaccia (Offline) è un romanzo poliziesco dell'autrice norvegese Anne Holt, il nono dedicato alle vicende di Hanne Wilhelmsen.
Il libro è stato tradotto in svedese, danese, inglese, spagnolo, italiano e tedesco.

## Trama
Aprile 2014: Oslo è scossa da due attentati che causano morti e feriti e distruggono l'ISAN, sede di un organismo che rappresenta gli islamici moderati e integrati nella società norvegese. Le indagini delle forze dell'ordine non approdano a nulla: i fatti sono rivendicati da un gruppo inesistente (che si autodefinisce "La vera Umma del Profeta") e l'uomo che legge i messaggi nei video recapitati, viene trovato morto e squartato: ha dunque registrato i video in precedenza, poi è stato ucciso. La prevalenza di vittime islamiche nei drammatici attentati sembra avallare la tesi che si tratti di un piano ordito da estremisti (sempre musulmani) e le polemiche infuriano, creando ulteriori fratture. Silje Sørensen, a capo della sezione omicidi di Oslo, non ha elementi di alcun genere e vede, da parte della polizia, solo azioni che poi si rivelano errate e nocive, quali gli arresti immotivati di cittadini di pelle scura.
Gli anni sono passati dall'ultimo incontro tra Hanne Wilhemsen e Billy T.: lui è uscito dalla polizia e fa un altro lavoro, al contrario Hanne è stata incaricata da Silje Sørensen di occuparsi di vecchi casi non risolti e, a tale scopo,le viene asseegnato un compagno di lavoro, Henrik Holme, un giovane ispettore complessato da un aspetto vagamente deforme, ma molto efficiente e aggiornato sulle nuove tecnologie. I due iniziano una revisione del caso legato alla scomparsa nel 1996 di una diciassettenne, Karina Knoph. Lo stesso giorno, un ragazzo che si riteneva suo fidanzato, è stato picchiato selvaggiamente e ha riportato lesioni cerebrali diffuse. I due fatti non sono stati collegati e non si è considerato che il ragazzo cerebroleso, Gunnar Ranvik, abbia ripetutamente accusato due coetanei pakistani, di cui ignorava i nomi. A 35 anni, Gunnar vive con la madre Kirsten, una bibliotecaria che ha dato vita a un progetto di recupero scolastico per giovani disadattati. Lui invece alleva piccioni viaggiatori e ha più volte ricevuto premi o valide offerte di acquisto degli animali.
Dal canto suo, Billy T. è preoccupato per uno dei suoi sei figli, Linus, che è venuto a vivere con lui e, in apparenza, sta studiando per ripetere le scuole superiori. Billy T. è arrivato sul luogo del primo attentato e ha trovato un oggetto appartenente al figlio e, in seguito, è convocato alla polizia per rendere conto del rinvenimento di un suo orologio d'oro, raccolto nella sede devastata dell'ISAN. Billy T. mente alla polizia perché aveva regalato l'orologio al figlio Linus, ma chiede ad Hanne un aiuto per capire come e perché Linus dovrebbe essere coinvolto negli attentati. Hanne ha già un suo caso e, come lui, non trova nulla di preciso. Invece l'indagine su Karina conduce a scoprire molti fatti: la ragazza assumeva droghe; nella scuola c'erano numerosi pakistani, in genere dediti a un piccolo commercio di droga. Henrik avvicina Gunnar Ranvik e, dopo aver raccolto molte vaghe parole del giovane disabile, penetra nell'abitazione dei Ranvik, scoprendo una stanza attrezzata per comunicazioni via radio. Infine si apprende che Peder, fratello maggiore di Gunnar, è un ufficiale della Difesa e ha tentato inutilmente di denunciare la sparizione di una forte quantità di esplosivo, una parte del quale è servita per gli attentati.
Hanne e il brillante Henrik, dopo molto lavoro, comprendono di trovarsi di fronte a una cellula di estrema destra (e razzista), generata da Peder e Kirsten Ranvik. Il gruppo ha agito indisturbato tenendosi fuori dalla rete Internet e comunicando con mezzi antiquati (posta cartacea, alfabeto Morse, piccioni viaggiatori): anche Linus non aveva (in apparenza) neppure un social. Hanne e Henrik avvertono Silje, ma Billy T. è arrivato alle stesse conclusioni dopo aver parlato con la madre di Linus che ammette di averlo sbattuto fuori casa perché su posizioni di razzismo intollerabile. Allora Billy T. mette a punto un terribile piano per strappare al figlio una confessione; poi lo lascia ammanettato nel bagno e chiude la porta bloccandola dall'esterno. L'uomo chiede alla madre del ragazzo di venirlo a prendere il mattino seguente, poi, disperato, scrive un ultimo messaggio ad Hanne e si getta da un ponte.
, poi, disperato, scrive un ultimo messaggio ad Hanne e si getta da un ponte.

## Edizioni in italiano
- Anne Holt, La minaccia, traduzione di Margherita Podestà Heir, Torino: Einaudi, 2016
- Anne Holt, La minaccia, traduzione di Margherita Podestà Heir, Roma: Gedi Gruppo Editoriale, 2018